# Wagons East!
Wagons East! is een Amerikaanse  komediefilm uit 1994. Het was de laatste film van acteur John Candy, die tijdens de opnames overleed. Na zijn overlijden werd de film met behulp van een herschreven script, stand-ins en visuele effecten toch nog afgemaakt.

## Ontvangst
De film werd heel slecht ontvangen en behaalde een zeldzame 0%-score op Rotten Tomatoes, wat betekent dat alle recensies verzameld door de website negatief waren.

## Rolverdeling
| Acteur               | Personage             |
| -------------------- | --------------------- |
| John Candy           | James Harlow          |
| Richard Lewis        | Phil Taylor           |
| John C. McGinley     | Julian                |
| Ellen Greene         | Belle                 |
| Robert Picardo       | Ben Wheeler           |
| Joel McKinnon Miller | Zack Ferguson         |
| Russell Means        | Chief                 |
| Rodney A. Grant      | Little Feather        |
| Ed Lauter            | John Slade            |
| Lochlyn Munro        | Billy                 |
| Don Lake             | Lt. Bailey            |
| Ethan Phillips       | Commander S.L. Smedly |
| Charles Rocket       | Gen. Larchmont        |